# Bayajorit
Bayajorit (del idioma mayo bä yajjoy: "Empapado de agua") es una congregación del municipio de Etchojoa, ubicada en el sur del estado mexicano de Sonora en la zona del valle del Mayo. Según los datos del Censo de Población y Vivienda realizado en 2020 por el Instituto Nacional de Estadística y Geografía (INEGI), Bayajorit tiene un total de 618 habitantes.
Se cree que fue fundada el 5 de diciembre de 1866, al titularse este lugar a nombre de don Ignacio Gómez del Campo.

## Geografía
Bahía de Lobos se sitúa en las coordenadas geográficas 27°5′6″ de latitud norte y 109°40'28" de longitud oeste del meridiano de Greenwich, a una elevación de 23 metros sobre el nivel del mar.